# パラグ・アグラワル
パラグ・アグラワル（Parag Agrawal、1984年5月21日 - ）は、アメリカ合衆国のエンジニア、経営者。2021年11月から2022年10月までTwitter社のCEOを務めた。

## 経歴
インドのラージャスターン州アジュメールにあるジャワハルラール・ネルー医科大学病院にて、原子力省バーバー原子力研究所に勤める公務員の父とVJTIの元学校教師、ボンベイ大学経済経営学部教授の母の間に生まれ、すぐにムンバイに移住した。
ムンバイの原子力エネルギー教育学会（AEES）で学び、クラスメイトにはシュレヤ・ゴシャルがいた。また、2001年にトルコで開催された国際物理オリンピックでは優勝を果たしている。その後、JEE（Joint Entrance Exam）という入学試験で77番目の成績を修め、2005年にはインド工科大学ボンベイ校で学士号を取得したのち、スタンフォード大学でPhDを取得するため渡米した。
かつてはマイクロソフト、Yahoo!、AT&Tで働いていた。2011年にソフトウェアエンジニアとしてTwitter社に入社。2017年には同社のCTOに就任したが、前任者のジャック・ドーシーの退任に伴い、2021年11月29日よりCEOに即日就任した。しかし、2022年10月27日にTwitter社を買収したイーロン・マスクが、同社がスパムアカウントの数について誤解を招く情報を提供したことを理由に、アグラワルを含む経営陣3人を即時解雇した。

## 人物
妻はスタンフォード大学医学部の臨床教授およびアンドリーセン・ホロウィッツのパートナーであるヴィニータ・アガルワラ。子供が2人いる。